# Glattenzainbach
Der Glattenzainbach ist ein 6,5 km langer Bach im nordöstlichen Baden-Württemberg, der bei Fichtenberg im Landkreis Schwäbisch Hall von rechts und Süden in die „Fichtenberger“ Rot mündet.

## Geographie

### Verlauf
Der Glattenzainbach entspringt am Nordrand der schon von einigen Bachläufen zergliederten Liashochfläche des Welzheimer Waldes in der Nordwestspitze des Gschwender Gemeindegebietes. Etwa hundert Meter nordwestlich von dessen Streusiedlungshof Hengstberg entsteht er am Beginn des Hangwaldes hinunter zur niedrigeren Stubensandstein-Höhenstufe (Löwenstein-Formation) um Murrhardt-Kirchenkirnberg. Er läuft rasch die bewaldete Geländestufe hinab und kehrt sich dann in der freien Flur vor der L 1150 nach Osten, die hier zu Füßen ihrer schlingenreichen Waldsteige von Kaisersbach herab schon fast Kirchenkirnberg erreicht hat, um zunächst von rechts zwei kurze Bäche aufzunehmen, die mitsamt ihren Zuflüssen mehr oder weniger weit oben an derselben Stufenkante entstehen.
Dann dreht er nach Nordosten, speist kurz vor seiner Unterquerung der nun aus dem Dorf heraus nach Osten zur B 298 weiterlaufenden Landesstraße („Gschwender Straße“) einen kleinen Teich, nimmt unmittelbar nach ihr einen Zulauf aus dem Dorf auf und erreicht etwas weiter abwärts an der Kläranlage Kirchenkirnbergs den Zusammenfluss mit einem größeren Nebenbach, der den ersten Teil der östlich weiterlaufenden Stufenkante entwässert. Hier tritt auch von Kirchenkirnberg her das Tälesträßchen ins Tal, ein Waldsträßchen, das von nun an den Bach bis zur Mündung begleitet.
An dieser Einmündung fließt der Glattenzainbach schon in einem einige Dutzend Meter in die Stubensandsteinfläche eingetieften Waldtal, in dem er in nördlicher Richtung etwa 1,5 km bis zum Murrhardt-Kirchenkirnberger Weiler Täle weiterläuft, wo er von links den Bach aus der Tiefen Klinge aufnimmt und dann, hier ein Stück weit in offener Talaue, nach Osten ins Gemeindegebiet von Fichtenberg zieht. Nach weniger als einem weiteren Kilometer fließt aus dem Süden ein letzter bedeutenderer Bach aus dem Süden von rechts zu, die restlichen gut 2½ km bis zur Mündung läuft der Glattenzainbach nordnordöstlich und so dicht am im Osten jenseits des langgestreckten Bergwaldrückens Staufenberg parallel orientierten Rauhenzainbach, dass von nun an von dieser Seite keine Zuflüsse mehr kommen, jedoch durchaus noch von links aus dem Schönhart, erst einer aus der Gies- und dann einer aus der Hirschklinge.
Etwas unterhalb von dieser reicht erstmals wieder eine größere Waldlichtung ans linke Ufer, bald danach öffnet sich das Glattenzainbachtal zu dem der Rot, hier tritt der Bach endgültig in die offene Flur ein. Der Glattenzainbach zieht noch zwischen einem Neubaugebiet zur Linken und einem Gewerbegebiet zur Rechten hindurch, die schon zu Fichtenberg gehören, und mündet dann gegenüber dessen Sportgelände von rechts und Süden in die hier ostwärts laufende Rot.

### Einzugsgebiet
Der Glattenzainbach entwässert knapp 7½ km² überwiegend bewaldeter Fläche an der Liaskante des Welzheimer Waldes und der dieser vorgelagerten Stubensandsteinstufe südlich des Rottales. Es erstreckt sich von der Quelle bis zur Mündung etwa 5 km in nordnordöstlicher Richtung und hat senkrecht dazu eine maximale Breite von etwa 2½ km. Das Einzugsgebiet verteilt sich – nach fallendem Anteil geordnet – auf die Gemeinde Fichtenberg, die Stadt Murrhardt und die Gemeinde Gschwend; die Anteile unterscheiden sich nur wenig, auf Fichtenberg entfällt weniger als ein Drittel mehr an Fläche als auf Gschwend.
Im Nordwesten liegt das Einzugsgebiet des kleineren Rot-Zuflusses Dappach an, im Nordosten das der aufnehmenden „Fichtenberger“ Rot, die zum Kocher zieht, im gesamten Osten das des Rauhenzainbachs, auch er ein Zufluss der Fichtenberger Rot. Jenseits der Liaskante im Süden fließt eine andere Rot südlich zur Mündung in die Lein an der Voggenberger Sägmühle. Westlich der Wasserscheide entwässern alle Konkurrenten zur oberen Murr, auf deren deutlich längerem Abschnitt der Gänsbach über den Otterbach und auf einem kleineren, fast schon wieder im Nordwesten, der den Fornsbacher Waldsee durchziehende Seebach zum Fornsbach.

### Zuflüsse
Hierarchische Liste der Zuflüsse, jeweils von der Quelle zur Mündung und eingerückt unter dem aufnehmenden Gewässer. Gewässerlängen in der Regel nach LUBW-FG10, -flächen nach LUBW-SG10, Höhen nach dem Höhenlinienbild auf der Hintergrundkarte des Geodatenviewers. Auf abweichende Datenquellen wird in Fußnoten hingewiesen.
Quelle des Glattenzainbachs etwa hundert Meter nordwestlich des Gschwender Streusiedlungshofes Hengstberg am Beginn des Hangwaldes auf etwa 550 m ü. NN.
- (Zulauf), von rechts am Waldeintritt eines Feldwegs südlich des Friedhofs von Kirchenkirnberg auf etwa 460 m ü. NN, etwa 0,465 km.[3] Entsteht östlich von Gschwend-Hengstberg am Werrenbusch auf etwa 540 m ü. NN.
  - (Kürzerer Quellast), von links auf etwa 482 m ü. NN, etwa 0,225 km.[3] Entsteht nordöstlich von Hengstberg auf etwa 530 m ü. NN.
- (Zulauf), von rechts auf etwa 460 m ü. NN, etwa 0,370 km.[3] Entsteht südwestlich von Murrhardt-Leukers im Werrenbusch auf etwa 505 m ü. NN.
  - (Kürzerer Quellast), von rechts auf etwa 470 m ü. NN, etwa 0,208 km.[3] Entsteht näher an Leukers in der Flur auf etwa 490 m ü. NN.
- Speist einen 0,0546 ha großen Teich vor der Gschwender Straße von Murrhardt-Kirchenkirnberg auf etwa 455 m ü. NN.
- (Zufluss aus Kirchenkirnberg), von links am Rand der Gschwender Straße auf etwa 450 m ü. NN, 1,067 km und 0 km². Entsteht östlich des Wasserreservoirs neben der Steige der L 1150 auf etwa 525 m ü. NN, erreicht das Dorf neben der alten Dorfsteige (Kaisersbacher Straße) laufend, im Dorf dann verdolt. Fast genauso lang wie der offizielle Quellast.
- (Periodischer Zulauf von Westen durchs Dorf), von links auf etwa 444 m ü. NN, etwa 0,581 km.[3] Entsteht am westlichen Dorfrand zum Strut auf etwa 460 m ü. NN. Im Dorf vom Mühlbachweg begleitet, meist mit offenem Lauf, erreicht den Glattenzainbach durch eine kleine Seitenklinge, in der die Tälesstraße ihm links abwärts folgt.

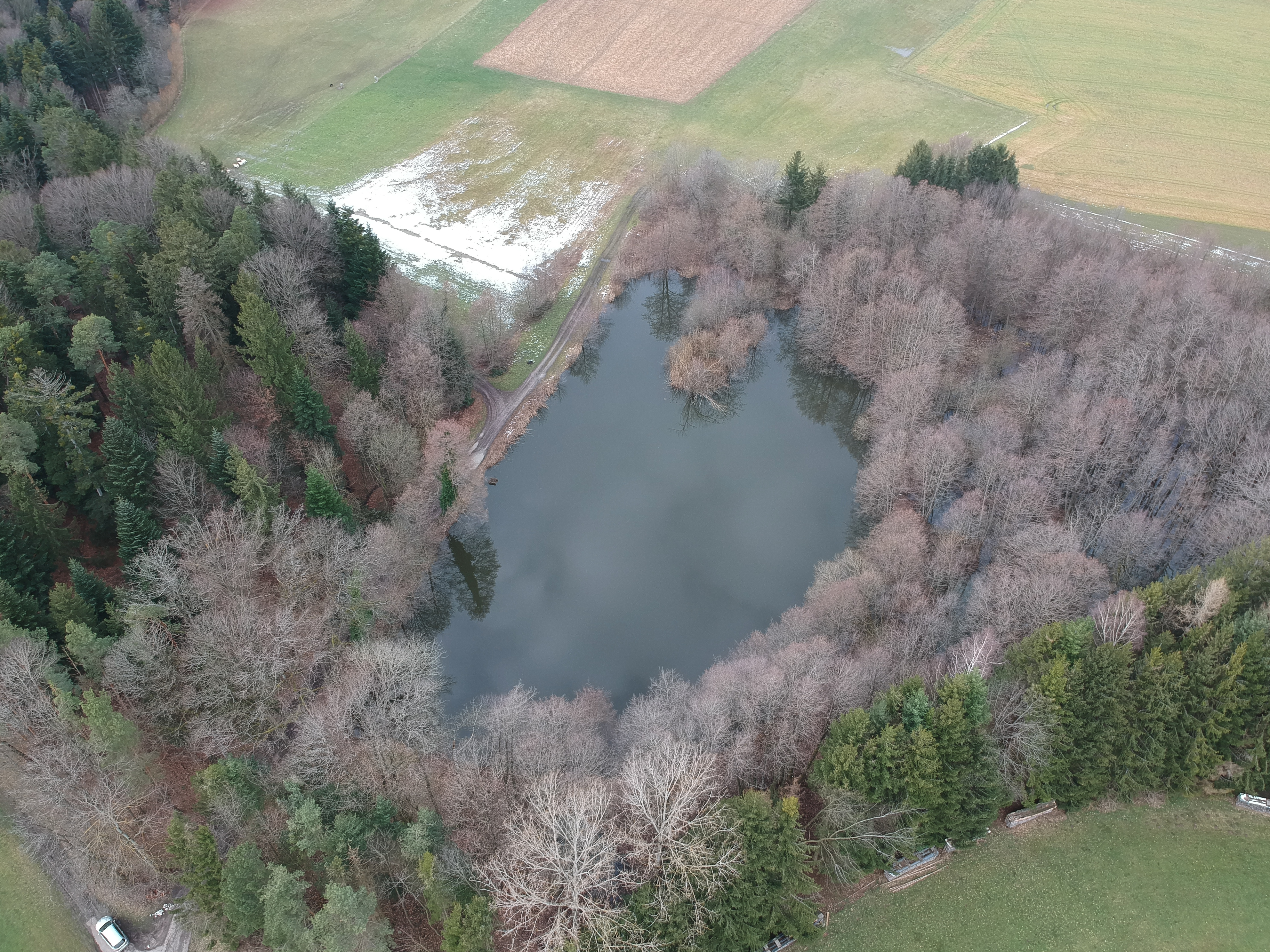
Am Herrensee beginnt eine westlich zum Glattenzainbach laufende Waldklinge

- (Waldklingenzufluss vom Herrensee), von rechts und Osten neben einem Steg gleich nach der Kläranlage auf unter 440 m ü. NN, 0,93 km. Entsteht als Ablauf des 0,6271 ha großen Herrensees[4] westlich der Straße nach Gschwend-Eichenkirnberg auf etwa 470 m ü. NN.
  - (Längerer Quellast), von links in der Waldklinge auf etwa 463 m ü. NN, 0,443 km.[3] Entsteht am Hang neben Gschwend-Krämersberg auf etwa 480 m ü. NN.
  - (Zulauf aus Richtung Altersberg), von links keine 200 m vor der Mündung auf 439 m ü. NN[5], 1,234 km². Entsteht am Nordwestrand des Weichbilds von Gschwend-Altersberg zum Hangwald an der Liaskante auf etwas unter 558 m ü. NN und fließt an Leukers vorbei.
    - (Wenig kürzerer Quellast), von links bei Leukers auf etwa 485 m ü. NN, 0,392 km. Entsteht wenige Schritte von der anderen Altersberger Quelle auf etwa 553 m ü. NN.
- (Waldklingenbach vom Spielhof her), von links auf unter 420 m ü. NN, 0,519 km. Entsteht östlich von Murrhardt-Spielhof am Waldrand der Haseläcker auf etwa 465 m ü. NN. Ein etwas längerer Quellast kommt von Norden.
- (Waldklingenbach), von rechts auf etwa 410 m ü. NN, 0,371 km. Entsteht im Osten des Gewanns Mad und Teilwald auf etwa 450 m ü. NN.
- (Waldklingenbach durch den Spielwald), von links auf 402 m ü. NN[5], 0,641 km. Entsteht vor der Nordostspitze des Sportplatzes beim Spielhof auf etwa 470 m ü. NN.
- (Waldklingenbach), von links am Südrand von Murrhardt-Täle auf unter 400 m ü. NN, 0,802 km. Entsteht im nördlichen Spielwald auf etwa 470 m ü. NN.
  -  Speist unmittelbar vor seiner Mündung einen 0,0402 ha großen Teich, in den auch ein linker Seitenarm des Glattenzainbachs mündet.
- (Bach aus der Tiefen Klinge), von links am Ostrand von Täle auf etwa 395 m ü. NN, 1,418 km. Entsteht an der K 1804 Spielhof–Fichtenberg-Hinterlangert auf etwa 481 m ü. NN. Lange Grenze von Murrhardt zu Fichtenberg.
- (Waldklingenbach aus dem Süden), von links an der Nordnordwestkehre auf 379,1 m ü. NN[6], 0,731 km. Entsteht im östlichen Mad und Teilwald auf etwa 470 m ü. NN.
- (Waldbach aus der Giesklinge), von links auf 371 m ü. NN[5], 1,053 km. Entsteht im Schönhart auf etwa 470 m ü. NN.
- (Waldbach durch die Hirschklinge), von links auf etwa 460 m ü. NN, 0,605 km. Entsteht auf etwa 420 m ü. NN.

Mündung des Glattenzainbachs am Ostrand von Fichtenberg neben der Straße Hirschäcker auf etwa 340 m ü. NN von rechts und Süden in die untere Fichtenberger Rot.

### Siedlungen am Lauf mit Gebietszugehörigkeiten
Nur die Namen in tiefster Schachtelungsstufe benennen Siedlungen am Bach.
- Ostalbkreis
  - Gemeinde Gschwend
    - Hengstberg (Einzelhof, mit Abstand rechts)
- Rems-Murr-Kreis
  - Stadt Murrhardt
    - Kirchenkirnberg (Dorf, fast nur links)
    - Täle (Weiler, links)
- Landkreis Schwäbisch Hall
  - Gemeinde Fichtenberg
    - Glattenzainbach (Wohnplatz, rechts gegenüber Täle)
    - Gewerbegebiet in den Hirschäckern (rechts)
    - Neubaugebiet südlich der Rot (links)

## Geologie
Der Glattenzainbach entspringt im Knollenmergel (Trossingen-Formation), sein Nebenbach zweiter Ordnung von Altenberg her sogar etwas höher in der lokal überlagernden Liaskappe um den Weiler. Diese Quellbäche erreichen bald den Stubensandstein (Löwenstein-Formation), aus dem sie ungefähr an der Trasse der L 1150 in die Oberen Bunten Mergel (Mainhardt-Formation) wechseln; hier beginnen die Läufe auch, sich steiler einzutiefen. Von hier bis zum Weiler Täle werden darauf recht schnell Kieselsandstein (Hassberge-Formation), Untere Bunte Mergel (Steigerwald-Formation) und Schilfsandstein (Stuttgart-Formation) durchläuft, dort betritt der Glattenzainbach den Gipskeuper (Grabfeld-Formation), in dem er bis zur Mündung verbleibt.
Im südlichen Teil des Einzugsgebietes liegt flächenhaft Stubensandstein, der sich auch beidseits des Tales im Osten auf der Hochfläche bis an den Rand des ostwärts laufenden Talstücks nach Täle fortsetzt, im Westen entlang der Wasserscheide sogar noch etwas weiter. Im Schönhart liegt flächenhaft Oberer Bunter Mergel, die übrigen Mittelkeuperschichten über dem Gipskeuper legen sich in fast überall nur schmalen Streifen um die Taleinschnitte des Glattenzainbachs und seiner größeren unteren Zuflüsse.
Der Auenlehmstreifen setzt wenig unterhalb der Kirchenkirnberger Kläranlage ein und begleitet als bis fast zuletzt recht schmales Band den Bach zur Mündung; auch in den unteren Tälern der größeren Zuflüsse unterhalb liegen diese Talfüllungen.
Das von rechts an der Kirchenkirnberger Kläranlage mündende Waldtal folgt einer geologischen Störungslinie, die sich jenseits des Glattenzainbachs wie seiner westlichen Wasserscheide noch weit nordwestlich fortsetzt in Richtung Fornsbach. Etwa parallel zieht 1 – 1,5 km im Südwesten eine weitere Störung, dazwischen liegt eine Tiefscholle, so dass also Kirchenkirnberg wie die Liaskappe um Altenberg, an deren Rand die höheren Quellen liegen, tektonisch tiefer als die Umgebung liegen. Dies kann zum hier großflächigen Erhalt der Liasschicht beigetragen haben, die weiter östlich schon weithin abgetragen ist.